# Poul Vad
Poul Vad (27. april 1927 i Silkeborg – 18. august 2003) var en dansk forfatter, kunsthistoriker og kunstkritiker.
Vad blev nysproglig student fra Th. Langs Gymnasium 1946. Samme år tog han til København, hvor han boede resten af livet. Han begyndte at studere kunsthistorie 1947 og blev mag.art. fra Københavns Universitet 1958, afbrudt af et næsten toårigt ophold i militærnægterlejr. Efter en lyrisk debut 1956 fik Vads forfatterskab tre dimensioner, idet han virkede som romanforfatter, som kunsthistorisk forfatter og som kritiker. Som kunsthistoriker har han skrevet en række monografier om primært danske modernistiske kunstnere.
Han var konsulent ved Holstebro Kunstmuseum og i en årrække kunstkritiker ved Jyllands-Posten.

## Priser
- 1957 Gyldendals boglegat
- 1965 Louisiana-Prisen
- 1965 Frøken Suhrs Forfatterlegat
- 1988 Hafnia-prisen
- 1988 Robert Hirschsprungs Mindelegat
- 1988 Klein-prisen
- 1989 Amalienborg-prisen
- 1992 Leo Estvads Legat
- 1995 Otto Benzons Forfatterlegat
- 2003 Jeanne og Henri Nathansens Mindelegat
- 2003 N.L. Høyen Medaljen
- Optaget i Kraks Blå Bog
- Optaget i Den Store Danske Encyklopædi
- Statens Kunstfonds livsvarige kunstnerydelse

## Forfatterskab
- Den fremmede dag, 1956 (digte).
- Drømmebyer. Noveller og anden prosa, 2002.

Romaner:
- De nøjsomme, 1960.
- Dagen før livet begynder, 1970.
- Taber og vinder, 1967.
- Rubruk, 1972.
- Kattens anatomi, 1978.
- Galskabens karneval, 1981.
- Dagene, Døgnet og Døren, 2003 (2. udgave af Taber og vinder).

Kunsthistoriske bøger mm.:
- Hammershøi. Værk og liv, 1957, ny udg. 1988.
- Ejler Bille, 1961.
- Erik Thommesen, 1964.
- Albert Mertz, 1964.
- Billedet, væggen og rummet. Et essay om moderne dansk vægkunst, 1968.
- Heerup, 1971.
- Bristepunkter. Syv stykker om kunst og digtning, 1992.
- Knudepunkter. Syv stykker fra det virkelige liv, 1993.
- Det springende punkt. Kunstkritiske forsøg, 1997.
- Kritiske tekster. Film, litteratur, kultur, 2003.

Andet:
- Nord for Vatnajøkel, 1994.